# Mikhail Iakovlev
Mikhail Iakovlev –em russo, Михаил Яковлев– (Moscovo, 1 de setembro de 2000) é um desportista russo que compete no ciclismo na modalidade de pista, especialista nas provas de velocidade e keirin.
Ganhou uma medalha de bronze no Campeonato Mundial de Ciclismo em Pista de 2021 e uma medalha de bronze no Campeonato Europeu de Ciclismo em Pista de 2021.

## Medalheiro internacional
| Campeonato Mundial | Campeonato Mundial | Campeonato Mundial | Campeonato Mundial    |
| Ano                | Lugar              | Medalha            | Competição            |
| ------------------ | ------------------ | ------------------ | --------------------- |
| 2021               | Roubaix ( França)  | Medalha de bronze  | Keirin                |
| Campeonato Europeu |                    |                    |                       |
| Ano                | Lugar              | Medalha            | Competição            |
| 2021               | Grenchen ( Suíça ) | Medalha de bronze  | Velocidade individual |